# Gluviella rhodiensis
Gluviella rhodiensis är en spindeldjursart som beskrevs av Lodovico di Caporiacco 1948. Gluviella rhodiensis ingår i släktet Gluviella och familjen Daesiidae. Inga underarter finns listade i Catalogue of Life.